# Nyland, Kramfors kommun
Nyland är en tätort belägen vid Ångermanälvens mynning i Kramfors kommun. Orten växte fram ur en by med medeltida anor och utvecklades  under senare delen av 1800-talet till Ådalens viktigaste hamn- och industriort. Nyland var tingsplats 1920–1970 och det gamla tingshuset står ännu kvar. Under 1960-talet förlorade hamnen sin betydelse och centrum förflyttades närmare genomfartsleden. Sågverken är nedlagda.

## Historia

### Administrativ historik
Nyland är beläget i Ytterlännäs socken och ingick efter kommunreformen 1862 i Ytterlännäs landskommun. I denna inrättades för orten 1 maj 1885 Nylands municipalsamhälle som upplöstes med utgången av 1970. Orten ingår sedan 1974 i Kramfors kommun.

### Nylands by
Nyland nämns som by för första gången 1535 i en förteckning över gärder och hjälper. Byn finns också med i 1542 års jordebok. Namnet Nyland syftar troligen på att marken i byn uppodlats senare än i grannbyarna Näs och Hammar. Länge fanns sju hemman i Nyland.

### Hamn och lotsplats
Nyland är beläget där Ångermanälven övergår i en havsvik och platsen blev därför lämplig för omlastning av gods från havsgående fartyg till mindre älvbåtar, och vice versa. Redan på 1600-talet fanns en lastageplats i Hammar strax norr om Nyland. Till följd av landhöjning och uppgrundning flyttades lastageplatsen i mitten av 1700-talet till Nylands bys samfällda mark. Hit kom malm och tackjärn från gruvor i Roslagen och lastades om för vidare transport till bruken i Gålsjö, Sollefteå, Björkå och Graninge. Flera sågverk fanns i omgivningarna och lastade ut sina varor i Nylands hamn. Under 1800-talet utvecklades Nyland till att bli en av de mest betydelsefulla orterna i hela Ådalen. Här fanns en lotsstation med sex lotsar, tullstation, flera hotell, post, bank, telegraf, affärer, läkare och apotek. År 1893 invigdes järnvägen genom Nyland (Ådalsbanan). Hamnen byggdes ut under 1920-talet och ett järnvägsspår drogs dit.

### Sågverken
Nyland blev inte bara en lastageplats utan också en industriort. År 1878 startade disponent C.J. Bayard och skogsförvaltare August Naesström Rossö sågverk (Västra sågen) i den sydligaste delen av Nyland. Driften vid detta sågverk pågick fram till 1926. År 1886 togs Nylands ångsåg i drift efter att ha anlagts av Nils Tollbom. Efter många ägarbyten upphörde driften vid Nylands ångsåg 1940. Nils Tollbom låg bakom ytterligare ett sågverk, Tollbomska sågen, som uppfördes 1899 och såldes på auktion två år senare. Tollbomska sågen överläts snart till Rossö sågverk och kallades därefter Östra sågen. På 1890-talet anlades också Nylands såg och hyvleri av grosshandlare Henrik Holmberg i Härnösand, men anläggningen brann ned 1901.

### Tingshuset
Centralt i Nyland ligger ett före detta tingshus. Det uppfördes på 1880-talet som hotell och teater men blev då inte färdigställt på grund av byggmästarens konkurs. År 1911 fick arkitekten Folke Zettervall i uppdrag att bygga om huset till tingshus i Boteå tingslag. Huset togs i bruk som tingshus 1920 och användes som sådant fram till 1970, då Sollefteå domsagas tingslag inrättades och all verksamhet flyttades till Sollefteå tingshus. Efter att det gamla tingshuset stått tomt en period köptes det 2000 av Courthouse Music, som sedan dess har bedrivit olika former av musikalisk verksamhet där.

### Nyland 1960-1974
Nyland behöll sin ställning som centralort i bygden fram till 1960-talet. Transporterna skedde emellertid i ökande utsträckning på landsväg snarare än på vattnet och hamnen förlorade alltmer i betydelse. År 1974 invigdes ett nytt affärscentrum med bank, post m.m., beläget längre från vattnet men närmare genomfartsleden. Därefter revs eller eldhärjades många äldre hus i det gamla centrum. Tingshuset förlorade sin funktion 1970, och numera är såväl hamnen som järnvägsstationen nedlagda.

### Befolkningsutveckling
| Befolkningsutvecklingen i Nyland 1900–2020    | Befolkningsutvecklingen i Nyland 1900–2020 | Befolkningsutvecklingen i Nyland 1900–2020 | Befolkningsutvecklingen i Nyland 1900–2020 | Befolkningsutvecklingen i Nyland 1900–2020 |
| --------------------------------------------- | ------------------------------------------ | ------------------------------------------ | ------------------------------------------ | ------------------------------------------ |
|                                               |                                            |                                            |                                            |                                            |
| År                                            |                                            |                                            | Folkmängd                                  | Areal (ha)                                 |
| 1900                                          | 1900                                       |                                            | 174                                        | †                                          |
| 1960                                          | 1960                                       |                                            | 1 256                                      |                                            |
| 1965                                          | 1965                                       |                                            | 1 245                                      |                                            |
| 1970                                          | 1970                                       |                                            | 1 179                                      |                                            |
| 1975                                          | 1975                                       |                                            | 1 140                                      |                                            |
| 1980                                          | 1980                                       |                                            | 1 105                                      |                                            |
| 1990                                          | 1990                                       |                                            | 1 118                                      | 264                                        |
| 1995                                          | 1995                                       |                                            | 1 088                                      | 264                                        |
| 2000                                          | 2000                                       |                                            | 1 042                                      | 264                                        |
| 2005                                          | 2005                                       |                                            | 945                                        | 264                                        |
| 2010                                          | 2010                                       |                                            | 903                                        | 263                                        |
| 2015                                          | 2015                                       |                                            | 892                                        | 183                                        |
| 2020                                          | 2020                                       |                                            | 821                                        | 170                                        |
| † Befolkning runt ett municipalsamhälle 1900. |                                            |                                            |                                            |                                            |

## Samhället
I Nyland finns två daghem, skola, vårdcentral och apotek samt affärer. Utanför Nyland ligger Lilla Norge, som är en ö uppbyggd av ballast från norska båtar, därav namnet.

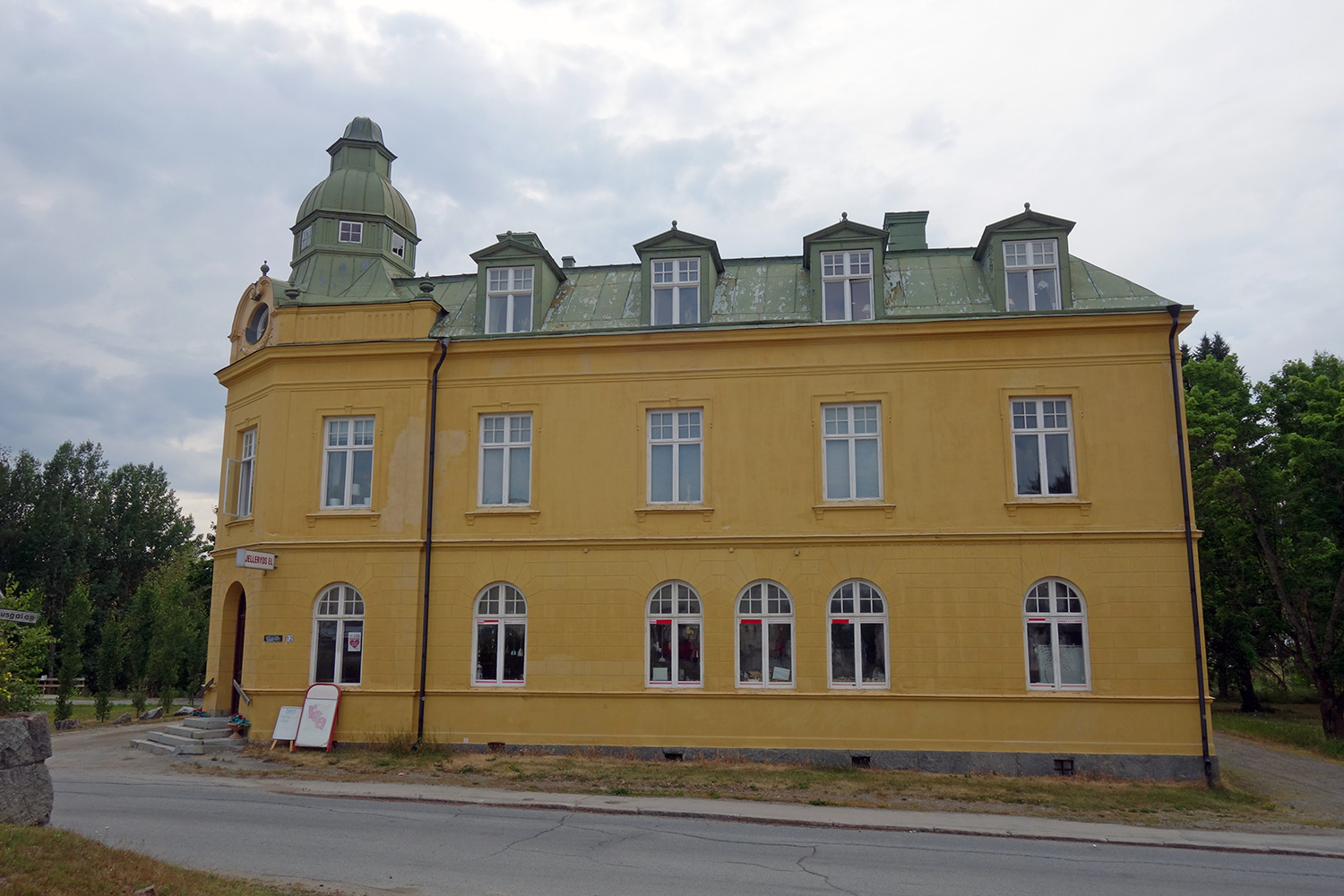
Gamla bankhuset.
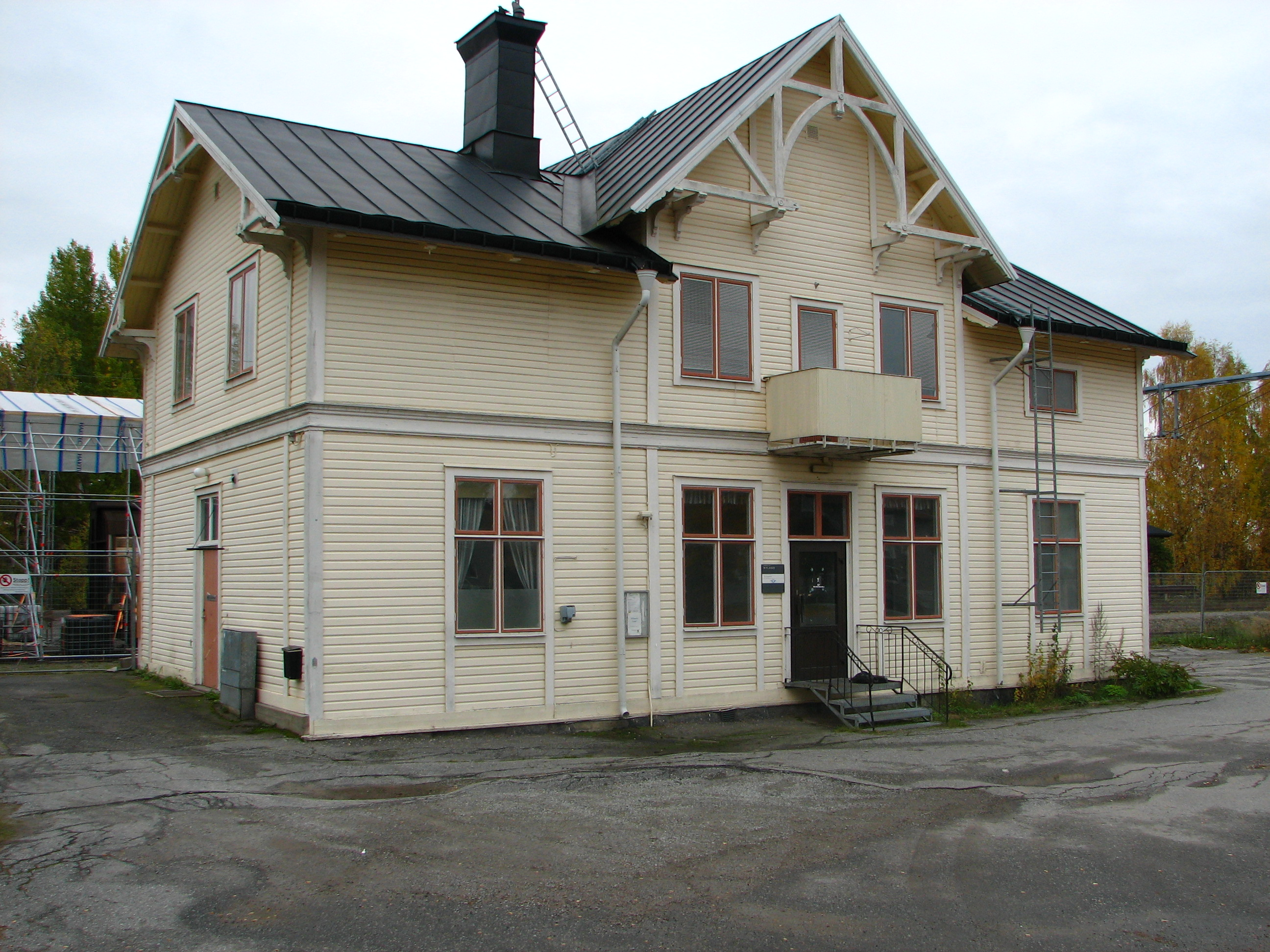
Den nedlagda järnvägsstationen.

## Kommunikationer
Nyland ligger nära Kramfors-Sollefteå flygplats och genomkorsas av länsväg 333. Flera busslinjer förbinder orten med bland annat Sollefteå, Kramfors och Härnösand. Nyland har även haft en station på Ådalsbanan, men i och med att järnvägen rustades upp inför trafikstarten på Botniabanan byggdes en ny sträcka förbi Nyland. Närmaste järnvägsstation är Västeraspby, i närheten av Kramfors-Sollefteå flygplats, cirka sex kilometer norr om Nyland.